# Удавчик східний
Удавчик східний (Eryx tataricus) — неотруйна змія роду Удавчиків з родини удавових. Має 3 підвиди. Інша назва «татарський піщаний удав».

## Опис
Загальна довжина самиць досягає 105 см при довжині хвоста 6–7 см, довжина самців — 95 см при довжині хвоста 7–8 см. Хвіст тупий, закруглений. Лоб та верхня поверхня морди більш-менш пласкі або злегка опуклі. Очі звернені вбік й трохи вгору. Голова не відмежована від шиї і зверху вкрита численними дрібними неправильної форми щитками. Має 169–213 черевних й 27–45 підхвостових щитків. Навколо середини тіла є 43–59 рядків луски. Луска задньої частини тулуба та хвоста майже гладенька. 
Верхня сторона тулуба жовтувато-коричневого, червонувато-коричневого або сіро-коричневого кольору. Уздовж спини проходять чорно-бурі плями неправильної форми. З боків тулуба розташовано численні темні цятки й крапки. Черево у чорно-бурих плямах, іноді світле без плям. 

## Спосіб життя
Полюбляє глинясті, лесові пустелі, напівпустелі й передгір'я, але не зустрічається на відкритих піщаних масивах і в барханах. Живе в оазах, на схилах пагорбів з ефемеровою рослинністю, в кам'янисто-щебнистих передгір'ях з чагарниковими заростями, на відкритих полиново-солянкових степових просторах. Зустрічається на висоті до 1500–1600 м над рівнем моря. Має яскраво виражені риючі здібності, вільно пересувається, зарившись у сипкий ґрунт. Власних нір удавчик не риє, а використовує нори гризунів, черепах та інших тварин. Активний у ночі. Навесні його можна зустріти вдень біля сховку. Харчується ящірками та гризунами, іноді дрібними птахами. 
Це яйцеживородна змія. Самиця народжує 5–34 дитинчат у червні — липні або у серпні — початку вересня. Довжина новонароджених змій — 15–20 см.

## Розповсюдження
Мешкає у центральному та східному Казахстані, Киргизстані, Таджикистані, Узбекистані, східному Туркменістані, Ірані, Афганістані, західному Пакистані, північно-західній Індії, західному Китаї та в південній Монголії. 

## Підвиди
- Eryx tataricus tataricus
- Eryx tataricus speciosus
- Eryx tataricus vittatus